# ديفيد ويسلي
ديفيد ويسلي (بالإنجليزية: David Wesley)‏ مواليد 14 نوفمبر 1970 في سان أنطونيو، هو لاعب كرة سلة أمريكي سابق تحول إلى التدريب بعد الاعتزال بدأ مسيرته الاحترافية في سنة 1992.. يبلغ طوله 6 قدم 1 بوصة (1.9 م). اعتزل اللعب في 2007. أحرز خلال مسيرته في الإن بي إيه 11842 نقطة بمعدل 12.5 نقطة في المباراة الواحدة.

## المسيرة الاحترافية
لعب مع بروكلين نتس في موسم 1993–1994، ثم لعب مع بوسطن سيلتكس من سنة 1994 إلى 1997، ثم لعب مع شارلوت هورنتس من سنة 1997 إلى 2004، ثم لعب مع هيوستن روكتس من سنة 2004 إلى 2006، ثم لعب مع كليفلاند كافالييرز في موسم 2006–2007.

## روابط خارجية
- ديفيد ويسلي على موقع إن بي أي (الإنجليزية)
- ديفيد ويسلي على موقع سبورتس رفرنس (الإنجليزية)
- ديفيد ويسلي على موقع كرة السلة الأوروبية.كوم (الإنجليزية)
- ديفيد ويسلي على موقع كلية كرة السلة في سبورتس رفرنس.كوم (الإنجليزية)
- ديفيد ويسلي على موقع ريلجم (الإنجليزية)
- ديفيد ويسلي على موقع بروبوليرز (الإنجليزية)